# Schwarzenburg
Cet article possède des paronymes, voir Schwarzenberg, Schwartzenberg et Schwarzenberger.
Schwarzenburg est une commune suisse du canton de Berne, située dans l'arrondissement administratif de Berne-Mittelland.

## Population et société

### Démographie

#### Évolution de la population
La commune compte 6 767 habitants au 31 décembre 2022, pour une densité de population de 151 hab./km2 .

#### Pyramide des âges
En 2020, le taux de personnes de moins de 30 ans s'élève à 28,1 %, au-dessous de la valeur cantonale (30,3 %). Le taux de personnes de plus de 60 ans est quant à lui de 31,5 %, alors qu'il est de 27,9 % au niveau cantonal.
La même année, la commune compte 3 381 hommes pour 3 431 femmes, soit un taux de 49,6 % d'hommes, supérieur à celui du canton (49,1 %).
| Hommes | Classe d’âge | Femmes |
| ------ | ------------ | ------ |
| 0,6    | 90 ans ou +  | 1,4    |
| 8,9    | 75 à 89 ans  | 11,1   |
| 20,8   | 60 à 74 ans  | 20,1   |
| 22,9   | 45 à 59 ans  | 24,1   |
| 16,9   | 30 à 44 ans  | 17,0   |
| 16,1   | 15 à 29 ans  | 13,9   |
| 13,7   | - de 14 ans  | 12,4   |

| Hommes | Classe d’âge | Femmes |
| ------ | ------------ | ------ |
| 0,7    | 90 ans ou +  | 1,6    |
| 8,0    | 75 à 89 ans  | 10,4   |
| 17,3   | 60 à 74 ans  | 17,8   |
| 22,0   | 45 à 59 ans  | 21,3   |
| 20,6   | 30 à 44 ans  | 19,9   |
| 16,4   | 15 à 29 ans  | 15,3   |
| 15,1   | - de 14 ans  | 13,8   |

## Histoire
Ancienne localité de la commune de Wahlern, elle est devenue, le 1er janvier 2011, le chef-lieu d'une nouvelle commune à la suite de la fusion de Wahlern et d'Albligen.

Photo aérienne par Walter Mittelholzer (1925)

## Tourisme
Le château de Schwarzenburg
, construit entre 1573 et 1576 pour les baillis bernois et fribourgeois sur le site d’un château voisin, le château de Grasburg. Le matériel de l’ancien château a été utilisé en partie pour sa construction.

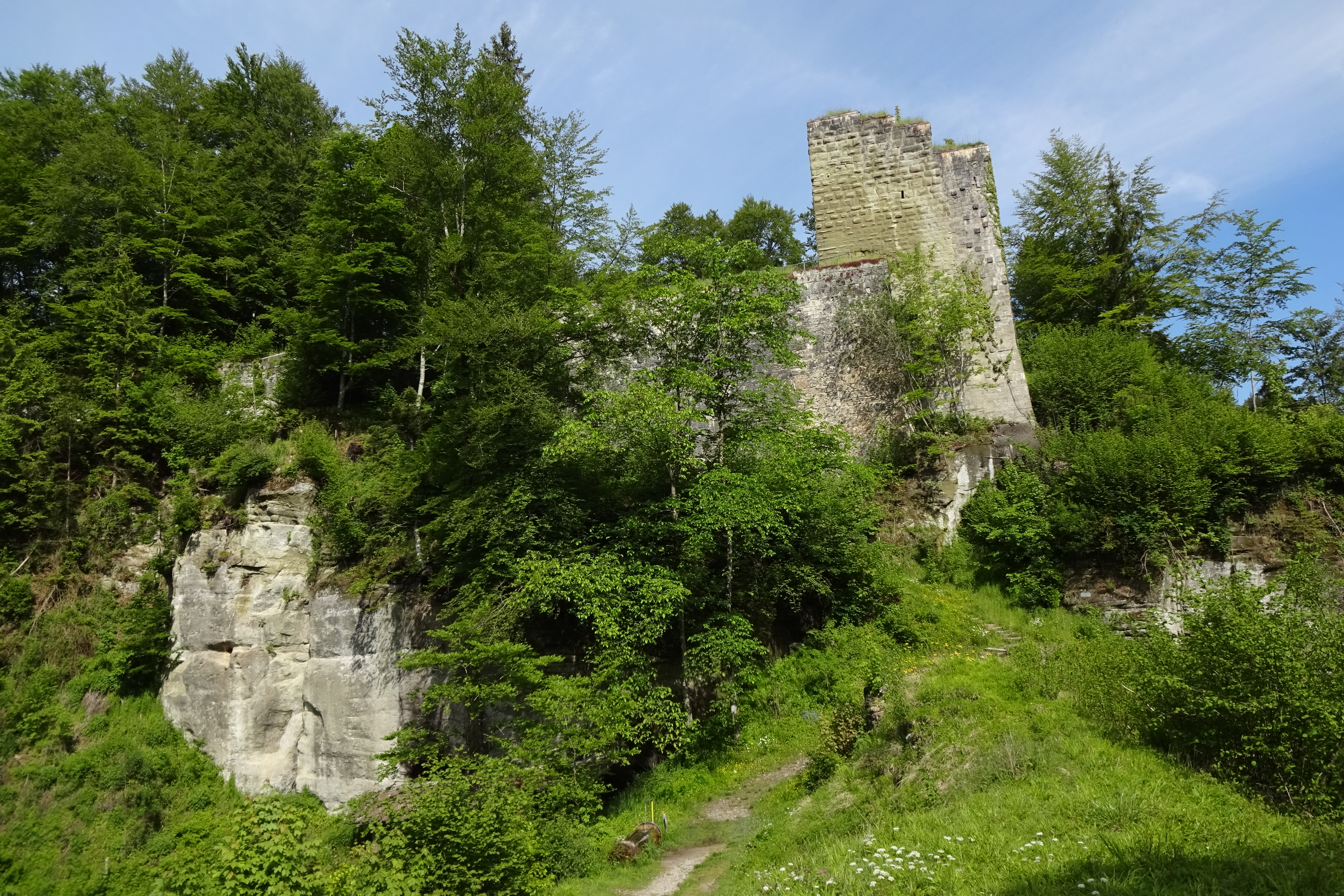
Grasburg : ruines vus du sud-est
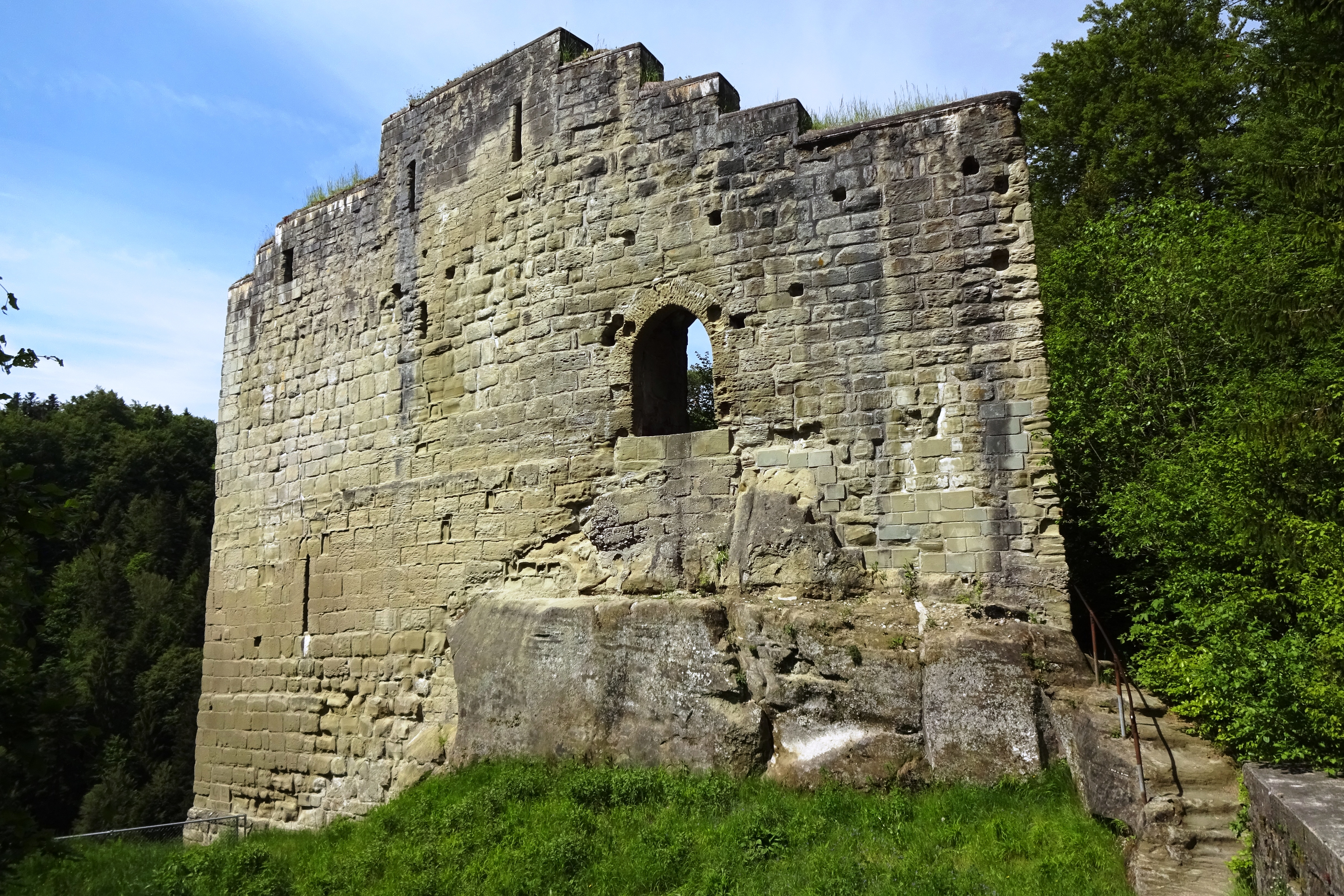
Grasburg : ruines vus du nord-est
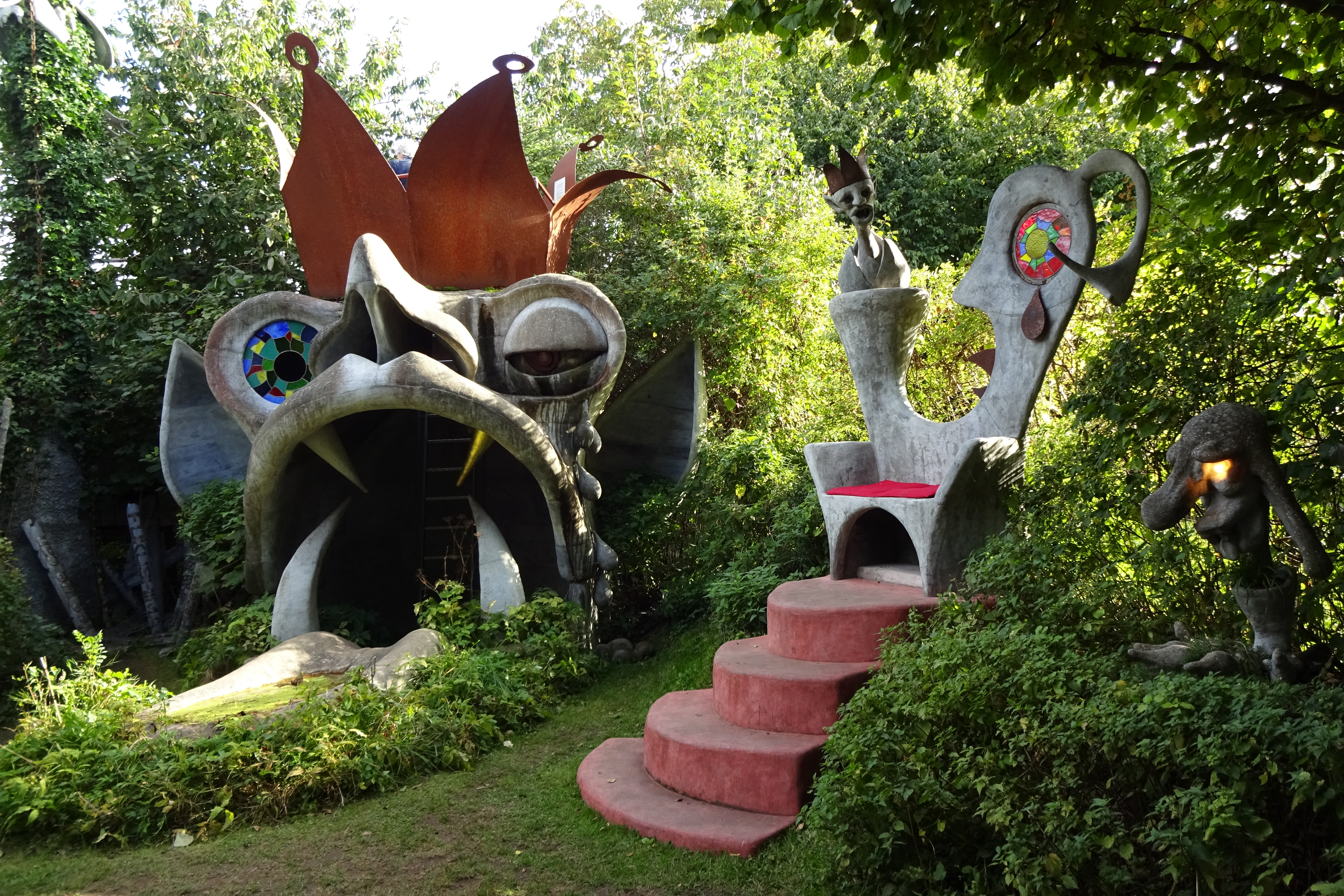
Schwarzenburg - Jardin des Gnomes : Pluto, le Roi du jardin (démolition 2016)